# دوربین پولاروید

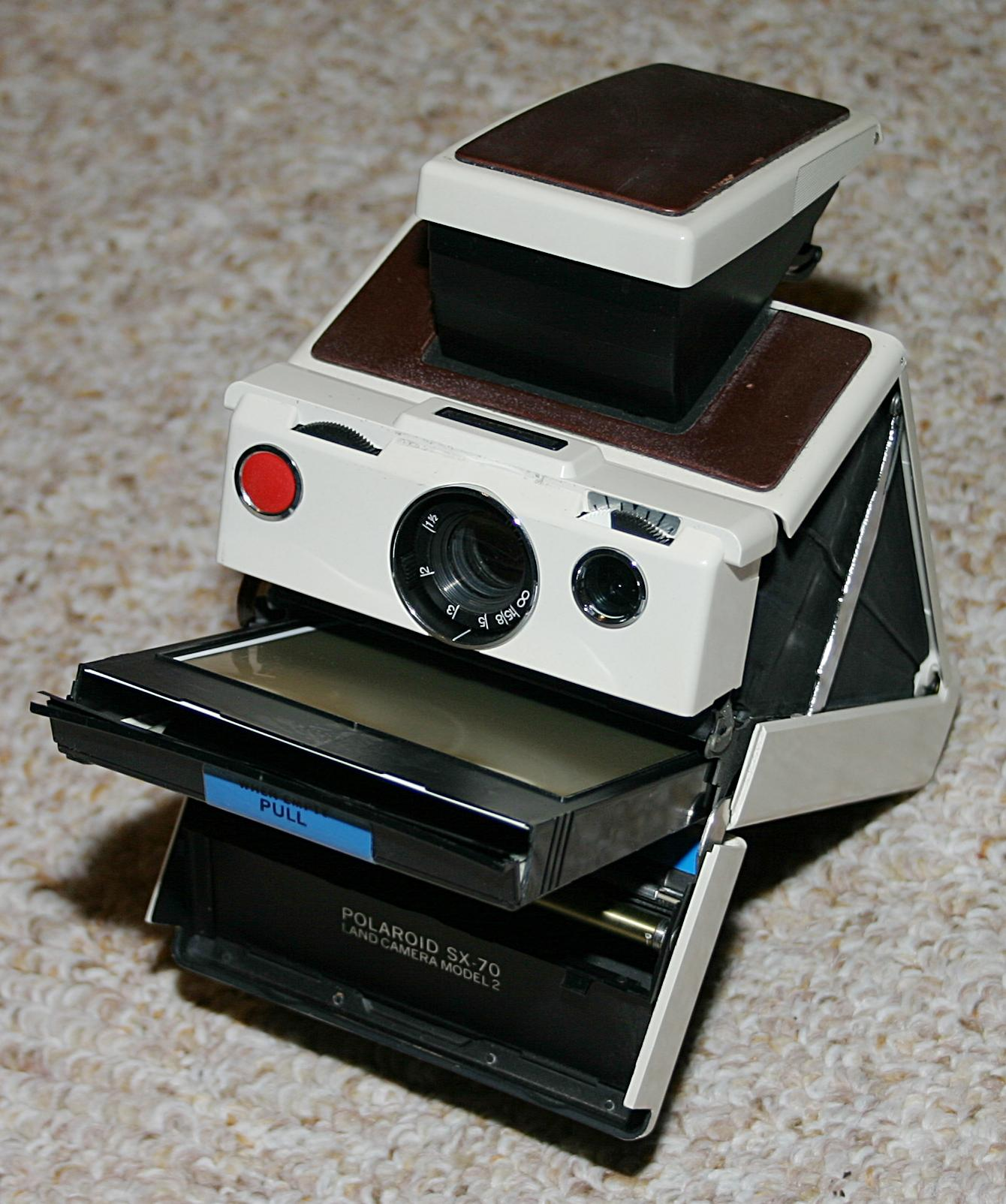
یک دوربین پولاروید مدل SX-70

دوربین پولاروید (به انگلیسی: Polaroid Camera) نوعی دوربین آنالوگ ظهور فیلم فوری هستند که برای نخستین بار توسط ادوین لند، فیزیکدان آمریکایی، در روز ۲۶ نوامبر ۱۹۴۸ طراحی و به بازار عرضه شدند.  دوربین‌های پولاروید، بلافاصله پس از عکسبرداری، نسخهٔ چاپ‌شدهٔ عکس را پرینت می‌کردند و عکس گرفته‌شده یک دقیقه بعد  و در مدل‌های جدیدتر تا چند ثانیه بعد، قابل رویت بود. 
شیوهٔ کارکرد و ظهور فیلم در دوربین‌های پولاروید بدین‌گونه‌ است که فیلم از میان دو غلتک عبور می‌کند و هم‌زمان مادهٔ ظهور فیلم روی آن پخش می‌شود.

## ظهور و چاپ عکس فوری
ایدهٔ اصلی ادوین لند آن بود که همهٔ افراد به یک دستگاه دوربین عکاسی دسترسی داشته باشند و بتوانند بدون زحمت عکس بگیرند. برای این کار لازم بود شخص ابتدا با استفاده از یک نورسنج، شدت نور محیط را اندازه بگیرد و سپس با توجه به شدت نور، زمان نوردهی را روی عدسی دوربین تنظیم کند. بعد عدسی را روی سوژه تنظیم می‌کردند و عکس می‌گرفتند و سپس عکاس دکمه‌ای را می‌زد و صفحه بزرگی را از پشت دوربین خارج می‌کرد تا صفحه‌های مثبت (اسلاید) و منفی (نگاتیو) را روی هم قرار دهد و داروی چاپ روی صفحه پخش شود. پس از گذشت مدت زمانی مشخص عکس چاپ می‌شد و عکاس با باز کردن دریچه‌ای از پشت دوربین صفحه‌های مثبت و منفی را از یکدیگر جدا می‌کرد. البته در دهه ۱۹۶۰ شرکت پولاروید فیلم‌های پیشرفته‌تری عرضه کرد که فرایند چاپ عکس بدون دخالت عکاس و به صورت خودکار صورت می‌گرفت و در نتیجه عکس از کیفیت بسیار بهتری برخوردار بود. 

## نگارخانه

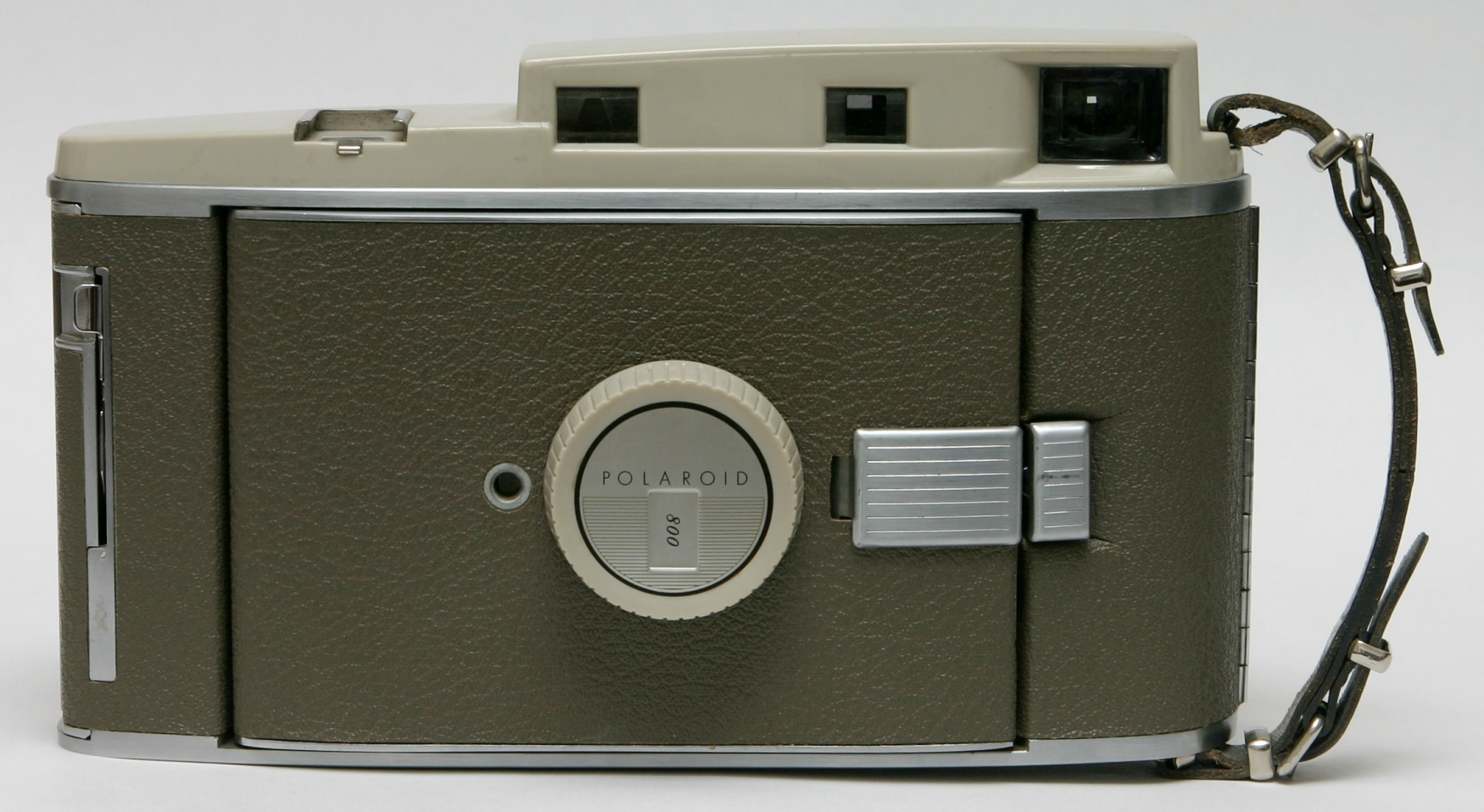
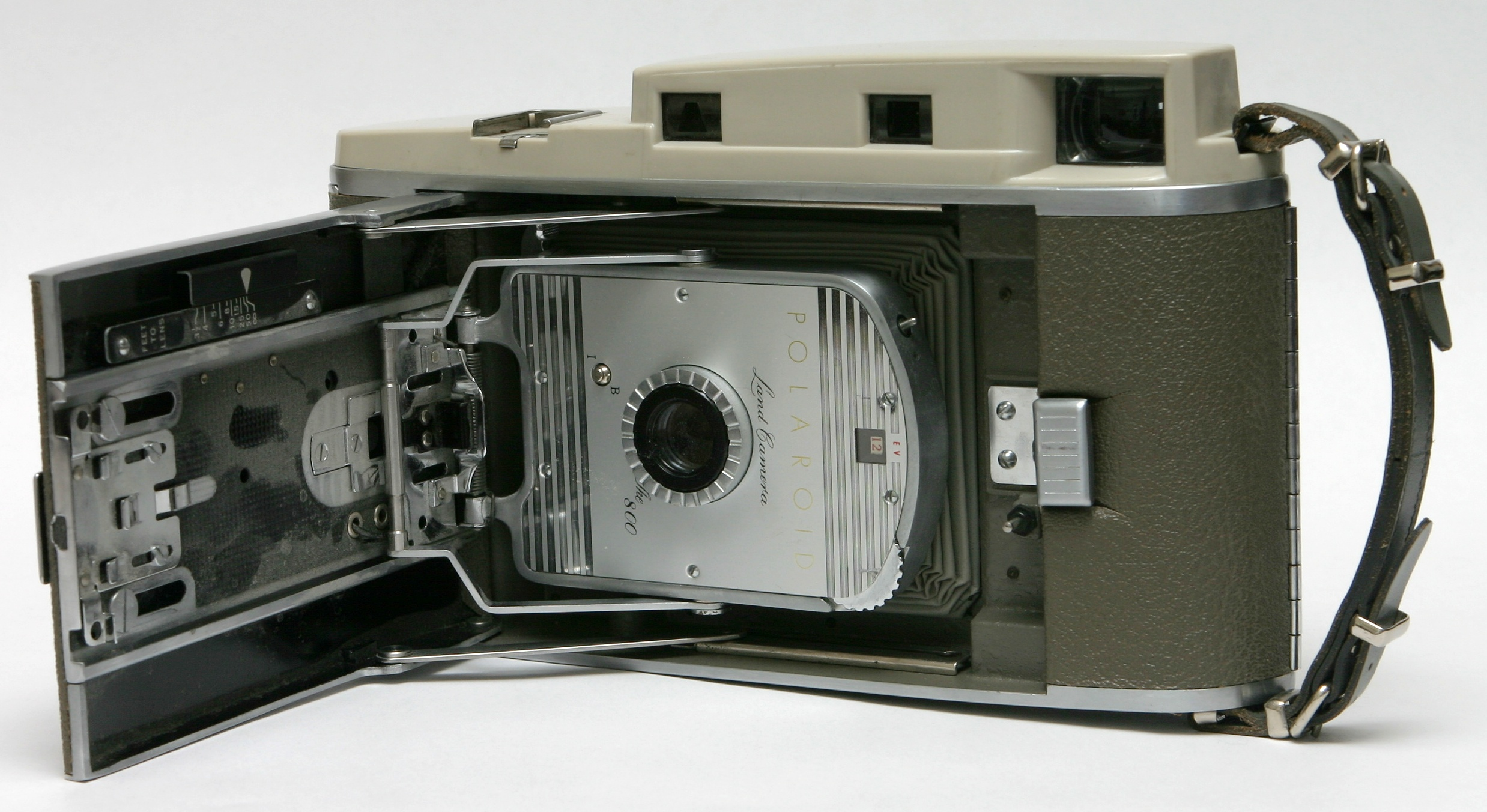
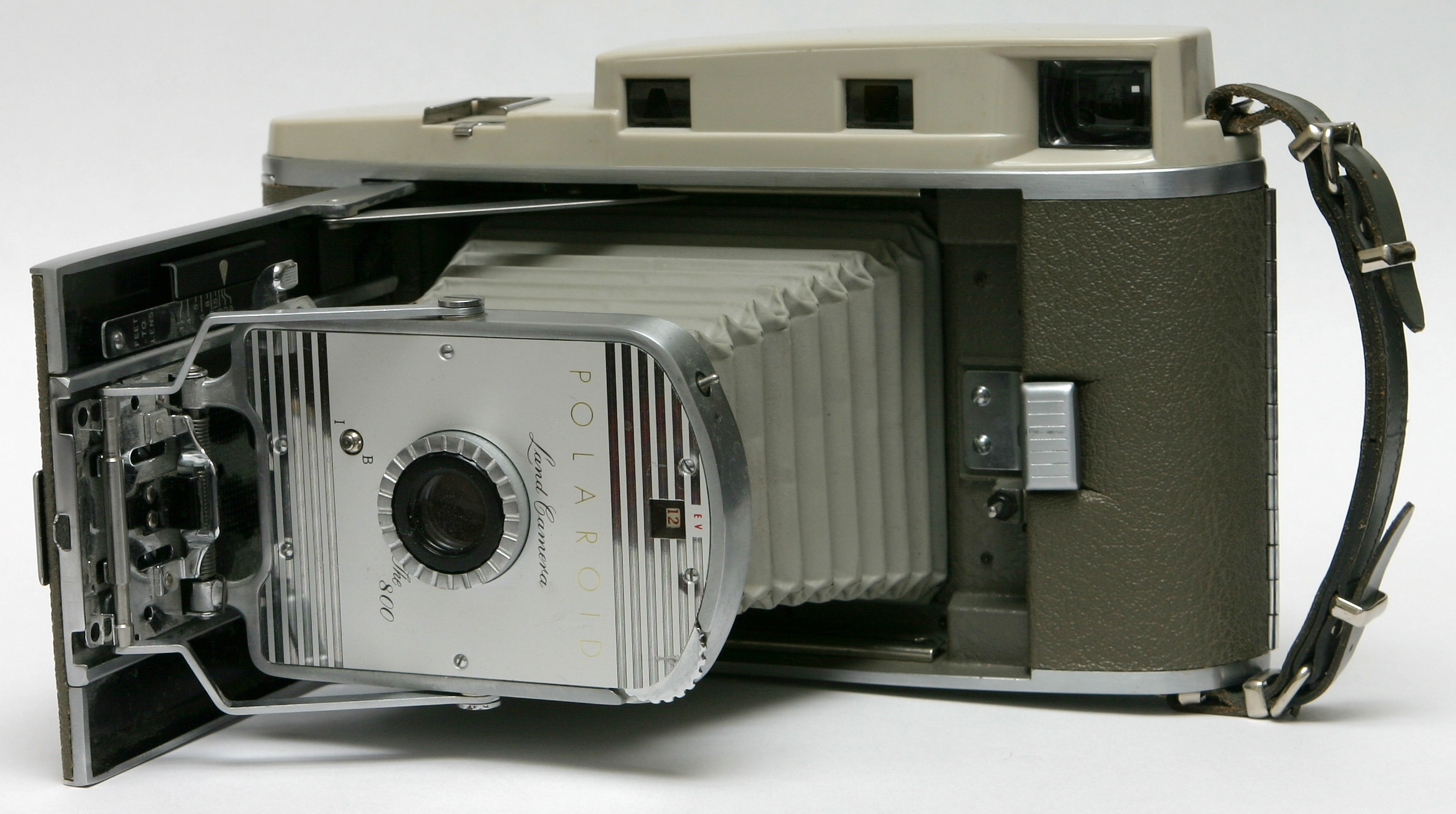
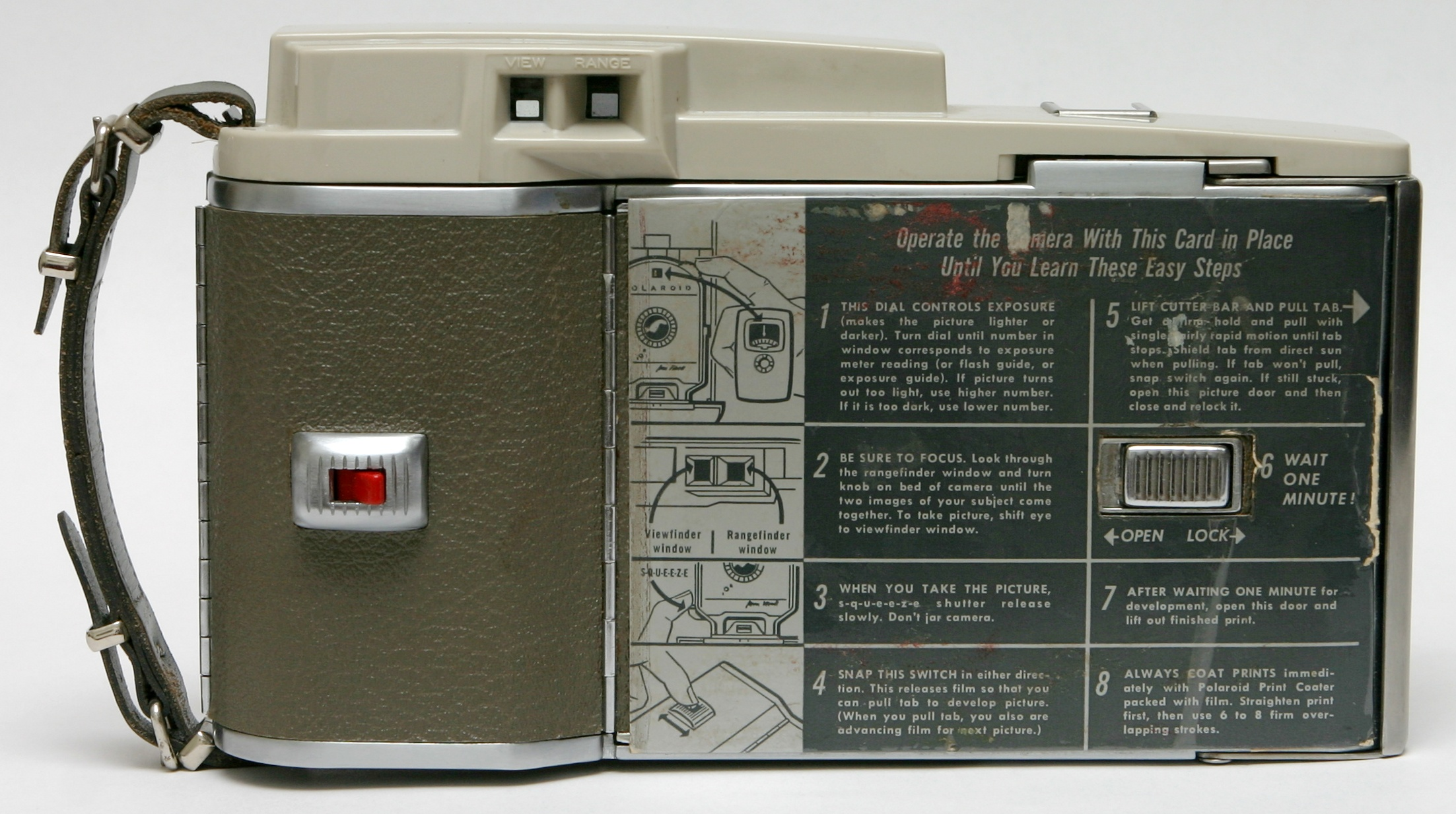
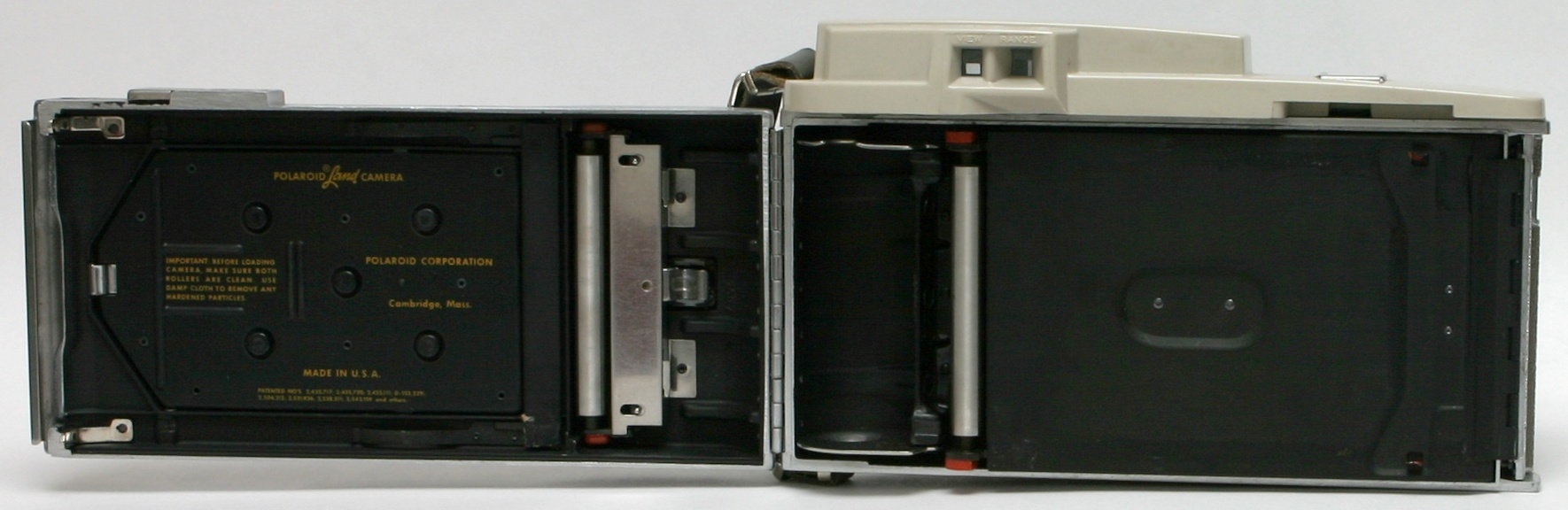
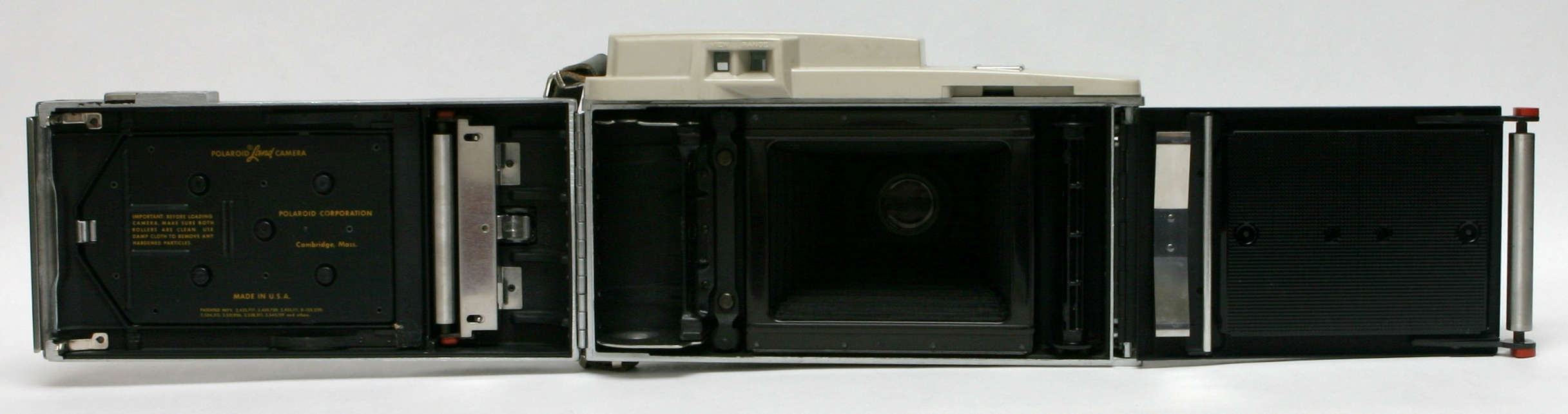
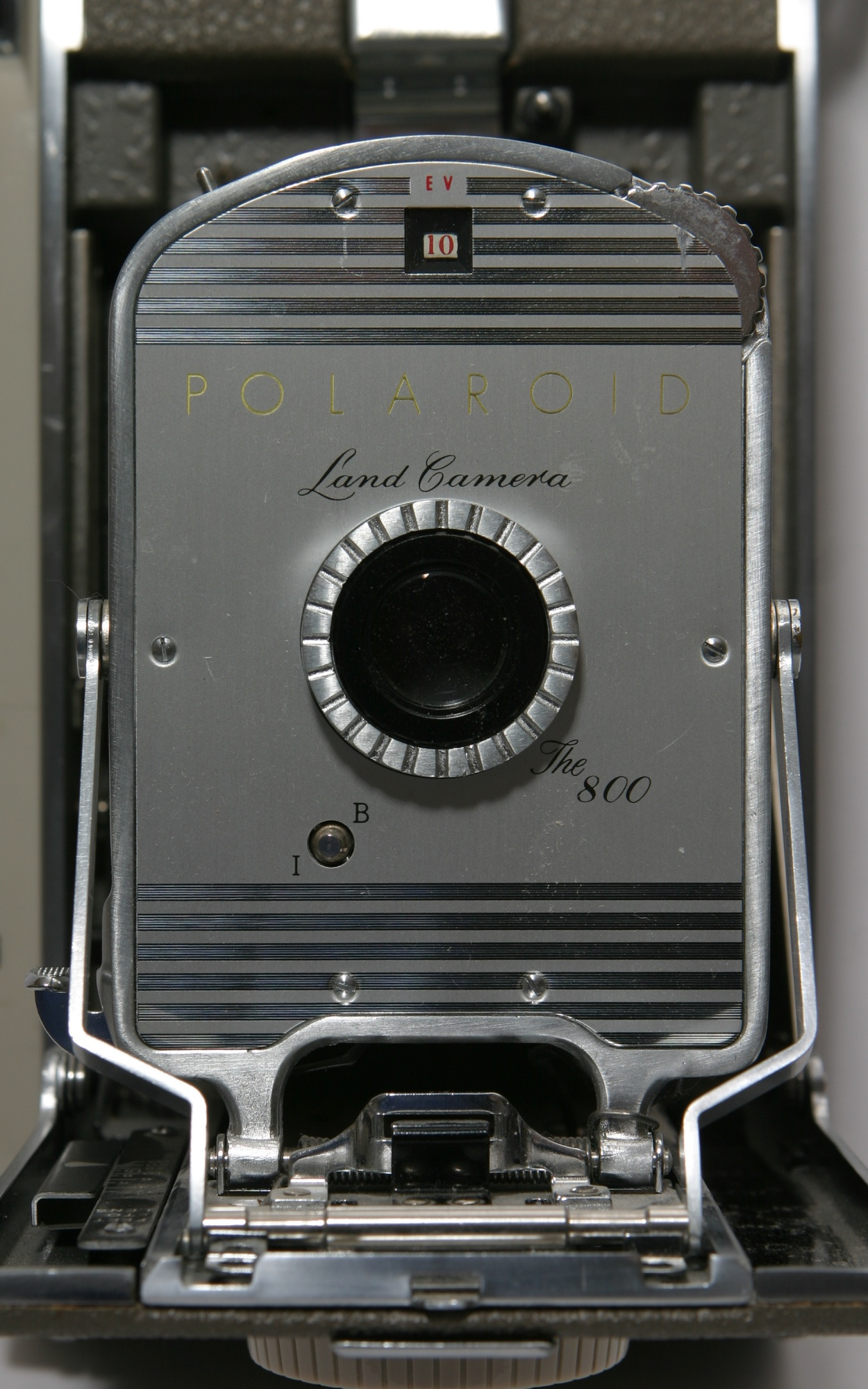